# Nazionale maschile di rugby a 15 della Slovenia
La nazionale di rugby a XV della Slovenia rappresenta il proprio paese nelle competizioni di rugby internazionali.
È attualmente inserita nella terza fascia del ranking mondiale, non ha mai partecipato alla coppa del mondo, ma partecipa regolarmente al Campionato europeo per Nazioni di rugby, dove è attualmente inserita nella 2ª divisione poule B.